# Lygistorrhinidae
Lygistorrhinidae Hendel, 1936, è una piccola famiglia di insetti dell'ordine dei Ditteri (Nematocera: Bibionomorpha).

## Descrizione
Gli adulti sono piccoli moscerini con corpo lungo 4-5 mm; si distinguono dagli altri Sciaroidei per la particolare conformazione dell'apparato boccale e per la notevole semplificazione della nervatura alare. Il capo è caratterizzato dal particolare sviluppo in lunghezza dell'apparato boccale con appendici lunghe almeno il triplo rispetto alle dimensioni del capo. Il torace ha la tipica conformazione degli Sciaroidei, dorsalmente gibboso, con zampe lunghe provviste di coxe allungate e tibie medie e posteriori speronate. L'addome è stretto e allungato.
Le ali hanno una nervatura marcatamente ridotta. La costa si estende lungo tutto il margine anteriore e apicale fino ad oltrepassare la confluenza del ramo posteriore della radio. La subcosta è molto breve e confluisce sulla costa. La radio presenta una singolare conformazione per l'assenza del settore radiale: si riduce, infatti, ai due soli rami R1 e R4+5 che decorrono separatamente fin dalla base dell'ala, confluendo entrambi sulla costa. La media è ridotta ai due soli frammenti distali di M1 e M2, mancando non solo il tratto basale, ma anche il ramo comune M1+2. La cubito è composta dal tratto basale e dal ramo CuA2 ben sviluppati, mentre il tratto basale del ramo CuA1 (o M4 secondo un'altra interpretazione) è assente. Mancano le nervature trasverse radio-mediale e medio-cubitale e le nervature anali sono assenti o rudimentali. È invece evidente la piega CuP, parallela a CuA e interpretata dagli Autori come residuo del ramo posteriore della cubito.

Rappresentazione schematica della venatura alare. C: costa; Sc: subcosta; R: radio; M: media; Cu: cubito; h: omerale.

## Biologia e diffusione
La famiglia ha un ampio areale che comprende le regioni tropicali e subtropicali di tutte le ecozone della Terra. La biologia di questi ditteri è poco conosciuta.

## Sistematica
Malgrado la specificità morfologica nell'ambito degli Sciaroidea, i Lygistorrhinidae sono strettamente correlati ai Mycetophilidae, con i quali formano un clade monofiletico. Fino a pochi anni fa, la maggior parte delle specie di questa famiglia era sconosciuta e l'unico genere descritto era Lygistorrhina.  Attualmente sono descritte 32 specie esistenti, ripartite fra sette generi, a cui si aggiungono altri sei generi comprendenti specie fossili. I generi esistenti sono i seguenti:
- Blagorrhina
- Gracilorrhina
- Labellorrhina
- Loyugesa
- Lygistorrhina
- Matileola
- Seguyola